# Koszykarz płowy
Koszykarz płowy (Asthenes moreirae) – gatunek małego ptaka z rodziny garncarzowatych (Furnariidae). Występuje endemicznie w południowo-wschodniej Brazylii. Monotypowy. Nie jest zagrożony wyginięciem.

## Taksonomia
Gatunek opisał po raz pierwszy Alípio de Miranda Ribeiro w roku 1905 (niekiedy podawany jest 1906). Za miejsca występowania – a więc i możliwe miejsca zebrania holotypu – podano dwa szczyty w Serra do Itatiaia (Serra da Mantiqueira), w stanie Rio de Janeiro w południowo-wschodniej Brazylii. Nie wskazano holotypu, a jedynie zebrane osobniki – samca i dwie samice. Wedle niektórych autorów gatunek ten należy do monotypowego rodzaju Oreophylax. Według innych przynależy do Schizoeaca, jako cechujący się podobną morfologią i budową gniazda. Wedle zalecenia South American Classification Committee nr 434 koszykarz płowy przynależy do rodzaju Asthenes jako Asthenes moreirae; wobec innych przedstawicieli rodzaju podobny jest głosem i innymi aspektami zachowania. Monotypowy.

## Morfologia
Długość ciała wynosi 18–19 cm, masa ciała 10–11 g. Nie wskazano wymiarów holotypu. Wierzch głowy, grzbiet, kuper, pokrywy nadogonowe i sterówki jednolicie brązowe. U niektórych osobników obecna jest niewyraźna obrączka oczna. Sterówki długie, w środkowej parze stosiny na końcu widoczniejsze przez redukcję promyków – stąd efekt ostro zakończonych piór. Broda jasnopłowa, środek gardła płowoochrowy. Spód ciała przybiera jasną barwę płowobrązową, najjaśniejszą w środku brzucha, zaś bardziej brązową po bokach. Tęczówka brązowa. Górna szczęka czarniawa, dolna o barwie rogowobrązowej. Nogi i stopy ciemnoszare. Nie występuje dymorfizm płciowy. U osobników młodocianych na piersi niejednolite brązowe paskowanie.

## Zasięg występowania
Koszykarz płowy jest endemitem południowo-wschodniej Brazylii – Serra do Caraça, Serro do Itatiaia, Serra do Caparaó oraz Serra dos Órgãos. Występuje w stanach Rio de Janeiro, Minas Gerais, São Paulo oraz Espírito Santo.
Środowisko życia stanowią wilgotne górskie lasy. Spotykany jest w zaroślach bambusów Chusquea pinifolia, ponownie zarastających obszarach wyciętych oraz w wysokich trawach koło zakrzewień. Zazwyczaj przebywa powyżej granicy drzew. Odnotowywany na wysokości 1850–2800 m n.p.m.

## Zachowanie
Pieśń stanowi szybka seria nieregularnych dźwięków zakończonych trylem, opisana także jako obniżające się dew-dee-dee-dee-dééeeeeeee (zapis oryginalny). Odzywa się również wysokim psii, trtrtr, berrrit. Pożywienie stanowią stawonogi, stwierdzono również zjadanie owoców (pestkowców) przedstawicieli Rapanea. Pożywienie zbiera z liści i gałęzi, zręcznie się poruszając. Zwykle żeruje w parach lub grupach, nisko w roślinności.

### Lęgi
Najprawdopodobniej monogamiczny. Gniazdo stanowi eliptyczna masa z mchu i gałęzi. Otwór wejściowy umieszczony wysoko, nieznacznie z boku. Poza tym brak danych.

## Status, zagrożenia i ochrona
Przez IUCN gatunek klasyfikowany jest jako najmniejszej troski (LC, Least Concern) nieprzerwanie od 1988 roku. Trend liczebności populacji uznawany jest za spadkowy ze względu na niszczenie siedlisk. Służy jako tzw. trigger species przy wyznaczaniu ostoi ptaków IBA jako gatunek o ograniczonym zasięgu oraz ograniczony do danego biomu (kryteria A2 i A3). Z obszarów IBA występuje w trzech parkach narodowych: PN Itatiaia oraz PN Caparaó, a także na obszarze pasma Serra dos Órgãos (objętym PN Serra dos Órgãos) i Serra da Mantiqueira.